# US Pistoiese

Der Haupteingang des Stadio Comunale Marcello Melani

Die Unione Sportiva Pistoiese 1921 ging 2009 aus einer Neugründung der Associazione Calcio Pistoiese hervor und ist ein italienischer Fußballklub aus der toskanischen Stadt Pistoia.
Die Vereinsfarbe ist Orange. Als Stadion dient dem Verein das Stadio Marcello Melani, das Platz für 13.000 Zuschauer bietet. Zurzeit spielt der Verein in der Serie D.

## Ligazugehörigkeit
- 1 × Serie A (1980/81)

## Ehemalige Spieler
- Andrea Agostinelli
- Massimiliano Allegri
- Francesco Baiano
- Daniele Balli
- Mauro Bellugi
- Paolo Benedetti
- Ivan Benito
- Pierpaolo Bisoli
- Sergio Borgo
- Sergio Brio
- Vito Chimenti
- Roberto Clagluna
- Cristiano Doni
- Mario Frustalupi
- Gian Piero Gasperini
- Salvatore Garritano
- Francesco Guidolin
- Nicola Legrottaglie
- Marcello Lippi
- Ardico Magnini
- Astutillo Malgioglio
- Christian Manfredini
- Zlatan Muslimović
- Stefano Pioli
- Andrea Soncin
- Giuliano Tagliasacchi
- Lido Vieri
- Giancarlo Vitali
- Cristian Zenoni
- Damiano Zenoni

## Trainer
- Lauro Toneatto (1981–1982)
- Gian Piero Ventura (1989–1992)
- Enrico Catuzzi (1996)
- Patrizio Sala (1997–1998)
- Domenico Caso (2001)